# Grand Prix-wegrace der Naties 1970
De Grand Prix-wegrace der Naties 1970 was elfde en voorlaatste race van wereldkampioenschap wegrace voor motorfietsen in het seizoen 1970. De races werden verreden op 13 september 1970 op het Autodromo Nazionale di Monza nabij Monza in de Italiaanse regio Lombardije.
Na deze race volgde alleen nog de GP van Spanje. De wereldtitels in de 125-, de 350-, de 500cc- en de zijspanklasse waren al beslist. In Monza werd Ángel Nieto wereldkampioen 50 cc en Rodney Gould werd wereldkampioen 250 cc.

## Algemeen
Na een eenmalige wijziging in 1969 werden de GP van Spanje en de GP des Nations weer op hun "oude" circuits gereden. In Spanje ging men terug van Jarama naar Montjuïc Park, wat logisch was omdat Jarama slechts een eenmalige goedkeuring had gekregen. In Italië ging de GP weer van Imola naar Monza, wat minder logisch was want Imola was goed bevallen en er was veel kritiek op de slechte staat van het asfalt in Monza. Feit was dat graaf Domenico Agusta een privé-loge in Monza bezat en in 1969 had geweigerd zijn machines in Imola aan de start te brengen. In Monza had MV Agusta een nieuwe, tweede rijder gecontracteerd: Angelo Bergamonti.

## 500cc-klasse
Giacomo Agostini was na negen overwinningen in evenzovele wedstrijden al zeker van de wereldtitel, maar in de 500cc-race in Monza startte hij slecht. Zijn juist gecontracteerde teamgenoot Angelo Bergamonti zette de achtervolging op Renzo Pasolini in. Paso's Benelli 500 4C lekte olie en de stofbril van Bergamonti werd ondoorzichtig door de olielaag die ontstond. Agostini kreeg in de vijfde ronde aansluiting maar ook hij kreeg de oliemist op zijn bril. Ago ging schuin achter Pasolini rijden en signaleerde nogal kwaad in de richting van de pit dat er iets mis was, maar noch de organisatie noch het team van Benelli reageerde daarop. Bovendien liep de rokende Benelli zo hard dat Pasolini er nog een ronderecord mee reed. Na twintig ronden ging het uiteindelijk mis met de Benelli. De twee middelste cilinders liepen vast en de middenlagers van de krukas gingen door oliegebrek stuk. Agostini eindigde wel voor Bergamonti, die wat achterop was geraakt, maar toch nog voldoende voorsprong had op Silvano Bertarelli (Kawasaki). Ginger Molloy had uitzicht op de derde plaats, maar opnieuw bleek dat de standaard tank van de Kawasaki te klein was en hij moest een tankstop maken.

### Uitslag 500cc-klasse
| Pos | Coureur            | Merk             | Tijd      | Punten |
| --- | ------------------ | ---------------- | --------- | ------ |
| 1   | Giacomo Agostini   | MV Agusta        | 55' 17" 9 | 15     |
| 2   | Angelo Bergamonti  | MV Agusta        | +43" 7    | 12     |
| 3   | Silvano Bertarelli | Kawasaki         | +2 ronden | 10     |
| 4   | Gyula Marsovszky   | Kawasaki         | +2 ronden | 8      |
| 5   | Gianpiero Zubani   | Kawasaki         | +2 ronden | 6      |
| 6   | Ginger Molloy      | Kawasaki         | +2 ronden | 5      |
| 7   | Roberto Gallina    | Paton            | +3 ronden | 4      |
| 8   | Gianni Perrone     | Kawasaki         | +4 ronden | 3      |
| 9   | Paolo Campanelli   | Kawasaki         | +4 ronden | 2      |
| 10  | Vasco Loro         | Norton-Kawasaki  | +5 ronden | 1      |
| 11  | Emanuele Maugliani | Seeley-Matchless | +5 ronden |        |

### Niet gefinished
| Coureur            | Merk          | Oorzaak     |
| ------------------ | ------------- | ----------- |
| Alberto Pagani     | Linto         |             |
| Renzo Pasolini     | Benelli       | motorschade |
| Jack Findlay       | Seeley-Suzuki |             |
| Christian Ravel    | Kawasaki      |             |
| Gilberto Milani    | Aermacchi     |             |
| Gerhard Heukerott  | Benelli       |             |
| Jean Campiche      | Honda         |             |
| Terry Dennehy      | Honda         |             |
| Benedetto Zambotti | Bianchi       |             |
| John Dodds         | Linto         |             |
| Eric Offenstadt    | Kawasaki      |             |
| Billie Nelson      | Paton         |             |

### Top tien tussenstand 500cc-klasse
(Punten (tussen haakjes) zijn inclusief streepresultaten)
| Pos | Coureur           | Merk                | Ptn      |                  |
| --- | ----------------- | ------------------- | -------- | ---------------- |
| 1   | Giacomo Agostini  | MV Agusta           | 90 (150) | (Wereldkampioen) |
| 2   | Ginger Molloy     | Kawasaki            | 50 (59)  |                  |
| 3   | Angelo Bergamonti | Aermacchi/MV Agusta | 44       |                  |
| 4   | Alberto Pagani    | LinTo               | 30       |                  |
| 5   | Tommy Robb        | Seeley              | 28       |                  |
| 6   | Jack Findlay      | McIntyre-Seeley     | 24       |                  |
| 6   | Alan Barnett      | Seeley              | 24       |                  |
| 8   | Peter Williams    | Matchless           | 22       |                  |
| 9   | Christian Ravel   | Kawasaki            | 21       |                  |
| 10  | Martti Pesonen    | Yamaha              | 20       |                  |

## 350cc-klasse
Ook in de 350cc-klasse had Giacomo Agostini alle GP's gewonnen en was hij al wereldkampioen. Hij liet in Monza de leiding aan Renzo Pasolini, om zijn kersverse teamgenoot Angelo Bergamonti, die slecht gestart was, de kans te geven dichterbij te komen. Toen dat gebeurde gaf Ago flink gas en hij begon met Bergamonti in zijn slipstream een voorsprong op Pasolini op te bouwen. Bergamonti mocht af en toe zelfs de leiding nemen, maar uiteindelijk vertrok Agostini met een nieuw ronderecord. Hij eindigde met 8½ seconde voorsprong op Bergamonti en 39 seconden voor Pasolini. 

### Uitslag 350cc-klasse
| Pos | Coureur            | Merk      | Tijd      | Punten |
| --- | ------------------ | --------- | --------- | ------ |
| 1   | Giacomo Agostini   | MV Agusta | 42' 28" 3 | 15     |
| 2   | Angelo Bergamonti  | MV Agusta | +8" 5     | 12     |
| 3   | Renzo Pasolini     | Benelli   | +39" 0    | 10     |
| 4   | Günter Bartusch    | MZ        | +1' 50" 6 | 8      |
| 5   | Silvio Grassetti   | Jawa      | +1 ronde  | 6      |
| 6   | Dieter Braun       | Yamaha    | +1 ronde  | 5      |
| 7   | Giuseppe Visenzi   | Yamaha    | +1 ronde  | 4      |
| 8   | Terry Dennehy      | Yamaha    | +1 ronde  | 3      |
| 9   | Jerry Lancaster    | Yamaha    | +2 ronden | 2      |
| 10  | Ernst Holzeis      | Yamaha    |           | 1      |
| 11  | Lothar John        | Yamaha    |           |        |
| 12  | Roberto Gallina    | Aermacchi |           |        |
| 13  | František Šťastný  | Yamaha    | +3 ronden |        |
| 14  | Getulio Marcaccini | Aermacchi |           |        |
| 15  | Jean Campiche      | Aermacchi |           |        |
| 16  | Walter Scheimann   | Yamaha    |           |        |

### Top elf tussenstand 350cc-klasse
(Punten (tussen haakjes) zijn inclusief streepresultaten)
| Pos | Coureur          | Merk      | Ptn      |                |
| --- | ---------------- | --------- | -------- | -------------- |
| 1   | Giacomo Agostini | MV Agusta | 90 (135) | Wereldkampioen |
| 2   | Kel Carruthers   | Benelli   | 58       |                |
| 3   | Renzo Pasolini   | Benelli   | 46       |                |
| 4   | Kent Andersson   | Yamaha    | 34       |                |
| 5   | Martti Pesonen   | Yamaha    | 30       |                |
| 6   | Günter Bartusch  | MZ        | 20       |                |
| 6   | Alan Barnett     | Aermacchi | 20       |                |
| 8   | Rodney Gould     | Yamaha    | 16       |                |
| 8   | Silvio Grassetti | Jawa      | 16       |                |
| 8   | Billie Nelson    | Yamaha    | 16       |                |
| 8   | Karl Hoppe       | Yamaha    | 16       |                |

## 250cc-klasse
Regerend wereldkampioen Kel Carruthers kon in de 250cc-klasse niet meer voor Benelli rijden, want viercilinders waren inmiddels verboden. Daarom had hij voor deze klasse een Yamaha TD 2 gekocht. Daar had hij drie races mee gewonnen, maar vaak liet de machine hem in de steek. Het zat Carruthers ook in Monza niet mee. Hij trainde als snelste maar had een slechte start. Uiteindelijk vocht hij zich naar de leiders Rodney Gould en Phil Read en wist zelfs de koppositie over te nemen. Silvio Grassetti, die in de eerste ronden met zijn MZ de leiding had gehad, was toen al uitgevallen. Uiteindelijk werd de strijd tussen Gould en Carruthers beslist omdat Gould iets meer geluk had bij het passeren van achterblijvers. Door Carruthers met 0,03 seconden te verslaan was Gould nu wereldkampioen. 

### Uitslag 250cc-klasse
| Pos | Coureur          | Merk   | Tijd       | Punten |
| --- | ---------------- | ------ | ---------- | ------ |
| 1   | Rodney Gould     | Yamaha | 37' 08" 70 | 15     |
| 2   | Kel Carruthers   | Yamaha | +0" 03     | 12     |
| 3   | Phil Read        | Yamaha | +1" 0      | 10     |
| 4   | Dieter Braun     | MZ     | +30" 3     | 8      |
| 5   | Gyula Marsovszky | Yamaha | +1' 32" 2  | 6      |
| 6   | Giuseppe Visenzi | Yamaha |            | 5      |
| 7   | Luigi Anelli     | Yamaha |            | 4      |
| 8   | László Szabó     | MZ     |            | 3      |
| 9   | Klaus Huber      | Yamaha |            | 2      |
| 10  | Lothar John      | Yamaha |            | 1      |
| DNF | Silvio Grassetti | MZ     | koppeling  |        |

### Top twaalf tussenstand 250cc-klasse
(Punten (tussen haakjes) zijn inclusief streepresultaten)
| Pos | Coureur              | Merk   | Ptn       |                |
| --- | -------------------- | ------ | --------- | -------------- |
| 1   | Rodney Gould         | Yamaha | 102 (124) | Wereldkampioen |
| 2   | Kel Carruthers       | Yamaha | 84        |                |
| 3   | Jarno Saarinen       | Yamaha | 57        |                |
| 4   | Kent Andersson       | Yamaha | 52        |                |
| 5   | Börje Jansson        | Yamaha | 33        |                |
| 6   | Chas Mortimer        | Yamaha | 30        |                |
| 7   | Santiago Herrero (†) | Ossa   | 27        |                |
| 8   | László Szabó         | MZ     | 23        |                |
| 9   | Phil Read            | Yamaha | 22        |                |
| 10  | Gyula Marsovszky     | Yamaha | 20        |                |
| 10  | Paul Smart           | Yamaha | 20        |                |
| 10  | Bosse Granath        | Yamaha | 20        |                |

## 125cc-klasse
In Monza ontstond een korte strijd tussen Ángel Nieto, Dieter Braun en Gilberto Parlotti, die eindigde toen Parlotti moest stoppen met een gat in een zuiger en Braun de pit in rolde met een vastgelopen linker zuiger. Nieto lag nu ruim op kop, met achter hem László Szabó met de eencilinder MZ en Cees van Dongen (Yamaha). Günter Bartusch kwam met de nieuwe tweecilinder MZ niet verder dan de elfde plaats.

### Uitslag 125cc-klasse
| Pos | Coureur             | Merk           | Tijd      | Punten |
| --- | ------------------- | -------------- | --------- | ------ |
| 1   | Ángel Nieto         | Derbi          | 32' 53" 3 | 15     |
| 2   | László Szabó        | MZ             | +1' 17" 2 | 12     |
| 3   | Cees van Dongen     | Yamaha         | +1' 53" 9 | 10     |
| 4   | Klaus Huber         | Maico          | +1 ronde  | 8      |
| 5   | Giuseppe Consalvi   | Villa          | +1 ronde  | 6      |
| 6   | Walter Villa        | Villa          |           | 5      |
| 7   | János Reisz         | MZ             |           | 4      |
| 8   | Ryszard Mankiewicz  | MZ             |           | 3      |
| 9   | Toni Gruber         | Maico          |           | 2      |
| 10  | János Drapál        | MZ             |           | 1      |
| 11  | Günter Bartusch     | MZ             |           |        |
| 12  | Jerry Lancaster     | Drixton-Yamaha |           |        |
| 13  | John Dodds          | Aermacchi      |           |        |
| 14  | Walter Scheimann    | Villa          |           |        |
| 15  | Luigi Rinaudo       | Aermacchi      |           |        |
| 16  | Luigi Ribuffo       | onbekend       |           |        |
| 17  | Lasse Johansson     | Maico          |           |        |
| 18  | Rino Pretelli       | onbekend       |           |        |
| 19  | Angelo Orsenigo     | onbekend       |           |        |
| 20  | Jean-Louis Pasquier | Maico          |           |        |
| DNF | Dieter Braun        | Suzuki         | vastloper |        |
| DNF | Gilberto Parlotti   | Morbidelli     | zuiger    |        |

### Top tien tussenstand 125cc-klasse
Punten (tussen haakjes) zijn inclusief streepresultaten, slechts zes races telden mee.
| Pos | Coureur         | Merk      | Ptn     |                |
| --- | --------------- | --------- | ------- | -------------- |
| 1   | Dieter Braun    | Suzuki    | 84      | Wereldkampioen |
| 2   | Börje Jansson   | Maico     | 58 (63) |                |
| 3   | Dave Simmonds   | Kawasaki  | 57      |                |
| 3   | Ángel Nieto     | Derbi     | 57      |                |
| 5   | László Szabó    | MZ        | 34      |                |
| 6   | Toni Gruber     | Maico     | 33      |                |
| 7   | Aalt Toersen    | Suzuki    | 28      |                |
| 8   | Günter Bartusch | MZ        | 22      |                |
| 9   | Heinz Kriwanek  | Rotax     | 21      |                |
| 10  | John Dodds      | Aermacchi | 19      |                |

## 50cc-klasse
De 50cc-wereldtitel werd in Monza al in de eerste ronde beslist. Er ontstond een valpartij waarbij Aalt Toersen, Jos Schurgers en Salvador Cañellas betrokken waren. Toersen en Schurgers moesten opgeven, maar Cañellas kon verder rijden om - met een gebroken sleutelbeen - achtste te worden. Jan de Vries had als snelste getraind, reed de snelste ronde in de race en won. Ángel Nieto was in een gevecht gewikkeld met Rudolf Kunz, tot de radiateurdop van de Derbi vloog en hij een plens heet water over zijn been en in zijn laars kreeg. Door de enorme pijn die dat veroorzaakte gleed hij van de baan. Kunz werd dus tweede en de derde plaats ging naar Ludwig Faßbender (Kreidler). Omdat Aalt Toersen was uitgevallen was de wereldtitel voor Ángel Nieto nu zeker.

### Uitslag 50cc-klasse
| Pos | Coureur            | Merk              | Tijd      | Punten |
| --- | ------------------ | ----------------- | --------- | ------ |
| 1   | Jan de Vries       | Van Veen-Kreidler | 23' 18" 5 | 15     |
| 2   | Rudolf Kunz        | Kreidler          | +7" 5     | 12     |
| 3   | Ludwig Fassbender  | Kreidler          | +1 ronde  | 10     |
| 4   | Bruno Cretti       | Malanca           | +1 ronde  | 8      |
| 5   | André Millard      | Kreidler          | +1 ronde  | 6      |
| 6   | Martin Mijwaart    | Jamathi           |           | 5      |
| 7   | Gerhard Thurow     | Kreidler          |           | 4      |
| 8   | Salvador Cañellas  | Derbi             |           | 3      |
| 9   | Ryszard Mankiewicz | Kreidler          |           | 2      |
| 10  | Michele Cannizzaro | Guazzoni          |           | 1      |
| 11  | Eugenio Lazzarini  | Morbidelli        |           |        |
| 12  | Lasse Johansson    | Maico             |           |        |
| 13  | Luigi Rinaudo      | Tomos             |           |        |
| 14  | Luciano Spinello   | Tomos             |           |        |
| 15  | Luciano Gazzola    | Guazzoni          | +2 ronden |        |
| DNF | Aalt Toersen       | Jamathi           | val       |        |
| DNF | Jos Schurgers      | Van Veen-Kreidler | val       |        |
| DNF | Ángel Nieto        | Derbi             | val       |        |

### Top tien tussenstand 50cc-klasse
Punten (tussen haakjes) zijn inclusief streepresultaten, slechts zes races telden mee.
| Pos | Coureur           | Merk              | Ptn     |                |
| --- | ----------------- | ----------------- | ------- | -------------- |
| 1   | Ángel Nieto       | Derbi             | 87 (97) | Wereldkampioen |
| 2   | Aalt Toersen      | Jamathi           | 84 (75) |                |
| 3   | Rudolf Kunz       | Kreidler          | 64 (55) |                |
| 4   | Jan de Vries      | Van Veen-Kreidler | 55 (56) |                |
| 5   | Salvador Cañellas | Derbi             | 53 (56) |                |
| 6   | Jos Schurgers     | Van Veen-Kreidler | 41      |                |
| 7   | Martin Mijwaart   | Jamathi           | 40 (45) |                |
| 8   | Gilberto Parlotti | Tomos             | 15      |                |
| 9   | Ludwig Faßbender  | Kreidler          | 14      |                |
| 10  | Harald Bartol     | Kreidler          | 11      |                |

1922 · 1923 · 1924 · 1925 · 1926 · 1927 · 1928 · 1929 · 1930 · 1931 · 1932 · 1933 · 1934 · 1935 · 1936 · 1937 · 1938 · 1939 · 1947 · 1948 · 1949 · 1950 · 1951 · 1952 · 1953 · 1954 · 1955 · 1956 · 1957 · 1958 · 1959 · 1960 · 1961 · 1962 · 1963 · 1964 · 1965 · 1966 · 1967 · 1968 · 1969 · 1970 · 1971 · 1972 · 1973 · 1974 · 1975 · 1976 · 1977 · 1978 · 1979 · 1980 · 1981 · 1982 · 1983 · 1984 · 1985 · 1986 · 1987 · 1988 · 1989 · 1990